# Felipe Frederico Meyer
Felipe Frederico Meyer ( – ) foi um médico brasileiro.
Foi eleito membro da Academia Nacional de Medicina em 1873, com o número acadêmico 114, na presidência de José Pereira Rego.